# Perdita Felicienová
Perdita Felicienová (* 29. srpna 1980, Oshawa, Ontario) je kanadská atletka, překážkářka. Je mistryní světa v běhu na 100 m překážek a halovou mistryní světa v běhu na 60 m překážek.
V roce 2000 skončila na letních olympijských hrách v Sydney v rozběhu. O čtyři roky později postoupila na letní olympiádě v Athénách do finále, když v semifinálovém běhu předvedla druhý nejrychlejší čas 12,49 . Ve finále však zavadila o první překážku, upadla a závod nedokončila stejně jako Ruska Irina Ševčenková, která kvůli Felicienové rovněž spadla . V roce 2009 doběhla na mistrovství světa v Berlíně na posledním, osmém místě. O rok později získala stříbrnou medaili na halovém MS v Dauhá. Ve finále zaběhla šedesátku s překážkami v čase 7,86 a nestačila jen na Američanku Lolo Jonesovou.
V roce 2001 vybojovala zlatou medaili na Frankofonních hrách, které se konaly v Ottawě. Má také dvě stříbrné medaile z Panamerických her (2003, 2007).

## Osobní rekordy
Je držitelkou kanadských rekordů v hale i pod širým nebem.
- 60 m př. (hala) – (7,75 – 7. března 2004, Budapešť)
- 100 m př. (venku) – (12,46 – 19. června 2004, Eugene)